# Henry Hugglemonster
Henry Hugglemonster là một bộ phim truyền hình hoạt hình CGI được sản xuất bởi Brown Bag Films. Nó dựa trên cuốn sách năm 2005  Tôi là một Huggwug hạnh phúc  được viết và minh họa bởi Niamh Sharkey. Bộ phim được công chiếu trên các kênh Disney Junior tại Vương quốc Anh và Ireland vào ngày 8 tháng 2 năm 2013 và tại Hoa Kỳ vào ngày 15 tháng 4. Phim được phát sóng vào năm 2015 vào buổi chiều Disney Junior trên kênh Disney ở Canada. Vào ngày 16 tháng 7 năm 2016, Lara Jill Miller (giọng nói của Henry) đã tweet rằng bộ truyện đã kết thúc hoạt động sau hai mùa.